# Endropiodes circumflexa
Endropiodes circumflexa är en fjärilsart som beskrevs av Inoue 1976. Endropiodes circumflexa ingår i släktet Endropiodes och familjen mätare. Inga underarter finns listade i Catalogue of Life.